# 曽我聡起
曽我 聡起（そが としおき）は、日本の研究者。千歳科学技術大学の教授である。

## 略歴
旭川西高等学校を卒業後、岩手大学工学部金属工学科に進学。大学卒業後は日立コントロールシステムズ（現・日立産業制御ソリューションズ）株式会社に入社。その後、旭川大学情報ビジネス専門学校、北海道栄養短期大学、北海道文教大学外国語学部の教職員を経て、北海道大学大学院工学研究科情報工学専攻博士後期課程に入学。同大学院を単位満期取得退学し、その6年後には室蘭工業大学大学院工学研究科生産情報システム工学専攻博士後期課程を修了し、博士（工学）を取得した。現在は千歳科学技術大学理工学部情報システム工学科学科長を務める。

## 取り組み
身近にあるさまざまな情報をもとに、メディアデザインやユーザーインターフェイス、情報の効果的な活用法を学ぶ「情報デザイン学」を担当。プログラミング不要の自作スマホアプリ「FileMaker」をプラットフォームとして活用した新しい取り組みを進めている。

## 専門分野
コミュニケーション情報学、メディアデザイン学、サービスサイエンス、教育工学

## 論文・著書
- 『不燃性液体の絶縁破壊現象の解明とガス絶縁変圧器への適用に関する研究』（学位論文）
- 『変圧器診断のNew Technology―FRA診断に及ぼす測定パラメータの影響―』（電気評論）

など

## 研究テーマ
PostPC時代におけるモバイル端末の有効利用に関する考察と実証、及びそのための技術開発、タブレット端末を用いたデジタル教科書や各種サービス（観光、社会）とLMSの連携に関する実証実験とシステムの開発

## 所属学会
コンピュータ利用教育学会、日本デジタル教科書学会、情報処理学会、IEEE

## 著書
- 『iTunes Uと大学教育』、共著、平成24年9月、株式会社ビー・エヌ・エヌ新社
- 『ひと目でわかる最新情報モラル』、共著、平成23年12月、株式会社日経BP
- 『コンピュータ基礎』、共著、平成17年3月［第3版］、ムイスリ出版株式会社